# Castianeira cingulata
Castianeira cingulata är en spindelart som först beskrevs av Carl Ludwig Koch 1841.  Castianeira cingulata ingår i släktet Castianeira och familjen flinkspindlar. Inga underarter finns listade.